# Dixit Dominus (Händel)
Dixit Dominus, HWV 232, è un salmo composto da Georg Friedrich Händel nella primavera del 1707.

## Contesto
Il giovane ma musicalmente già maturo Händel nel 1707 si trovava in Italia, richiesto da vari committenti a Firenze, Venezia e Roma. Nella città dei Papi e delle corti cardinalizie le famiglie più importanti, Pamphili, Ottoboni, Colonna, se lo contendevano. Nascono in questa situazione alcuni dei capolavori del compositore, quali i salmi Laudate pueri dominum (HWV 237), Nisi Dominus (HWV 238) e il Dixit Dominus. Quest'ultima è anche la più antica composizione autografa  di Händel che sia giunta intatta sino a noi, probabilmente iniziata nell'Italia settentrionale e poi completata a Roma in previsione della Pasqua. L'ipotesi di una sua esecuzione il 16 luglio del 1707, in occasione dei festeggiamenti per la Madonna del Carmelo nella Basilica di Santa Maria in Montesanto di Roma, non è in alcun modo documentata.

## Struttura dell'opera
Il salmo è diviso in nove sezioni, con una tonalità d'impianto in sol minore che in realtà compare solo all'inizio, alla fine e in un episodio centrale, mentre troviamo un'alternanza di tonalità vicine nelle altre sezioni. Il testo, in latino, è il Salmo 110 del Libro di Davide.
L'organico strumentale di due violini, due viole e basso continuo accompagna le voci soliste (alto e soprano) e il coro con due soprani, alto, tenore e basso.
La durata totale del Dixit Dominus supera di poco i 30 minuti.
| N.ro | Titolo                 | Voci                       | Testo originale | Testo tradotto in italiano                                                                                                  |
| ---- | ---------------------- | -------------------------- | --- | --- |
| I    | Dixit Dominus          | Coro                       | Dixit Dominus Domino meo: sede a dextris meis, donec ponam inimicos tuos scabellum pedum tuorum.                       | Oracolo del Signore al mio Signore: "Siedi alla mia destra, finché io ponga i tuoi nemici a sgabello dei tuoi piedi".       |
| II   | Virgam virtutis        | Aria:alto                  | Virgam virtutis tuae emittet Dominus ex Sion: dominare in medio inimicorum tuorum.                                     | Le scettro del tuo potere stende il Signore da Sion: "Domina in mezzo ai tuoi nemici.                                       |
| III  | Tecum principium       | Aria: soprano              | Tecum principium in die virtutis tuae splendoribus sanctorum: ex utero ante luciferum genui te.                        | A te il principato nel giorno della tua potenza tra santi splendori; dal seno dell'aurora, come rugiada io ti ho generato". |
| IV   | Juravit Dominus        | Grave: coro                | Juravit Dominus, et non paenitebit eum:                                                                                | Il Signore ha giurato e non si pente:                                                                                       |
| V    | Tu es sacerdos         | Coro                       | Tu es sacerdos in aeternum secundum ordinem Melchisedech.                                                              | "Tu sei sacerdote per sempre al modo di Melchisedech".                                                                      |
| VI   | Dominus a dextris tuis | Allegro: solisti e coro    | Dominus a dextris tuis, confregit in die irae suae reges. Judicabit in nationibus, implebit ruinas:                    | Il Signore è alla tua destra, annienterà i re nel giorno della sua ira. Giudicherà i popoli: in mezzo ai cadaveri           |
| VII  | Conquassabit           | Coro                       | conquassabit capita in terra multorum.                                                                                 | ne stritolerà la testa su vasta terra.                                                                                      |
| VIII | De torrente in via     | Adagio: due soprani e coro | De torrente in via bibet: propterea exaltabit caput.                                                                   | Lungo il cammino si disseta al torrente e solleva alta la testa.                                                            |
| IX   | Gloria Patri           | Coro                       | Gloria Patri, et Filio, et Spiritui Sancto. Sicut erat in principio et nunc et semper, et in saecula saeculorum. Amen. | Gloria al Padre, al Figlio e allo Spirito Santo, com'era in principio e ora e sempre nei secoli dei secoli. Amen.           |

## Discografia
- Dixit Dominus/Coronation anthems, Preston/Auger/Montague/Ainsley - 1987 Deutsche Grammophon